# Stripping (tolettatura)
Stripping è un vocabolo, della lingua inglese, ormai entrato d'uso comune anche in Italiano per quanto riguarda le toelettature di cani.Se grooming significa toelettatura lo stripping ne è una parte, effettuata solo con il coltellino da stripping (plucking se fatta quasi pelo a pelo) a certe razze che ne hanno bisogno per mantenere densità ed estetica secondo lo standard previsto. Lo stripping è indolore soltanto quando e se si riesca a togliere soltanto il pelo maturo, cosa non semplice, alcuni toelettatori sono contrari ad effettuarla per questa ragione.

## Tipi di toelettatura
Lo stripping viene effettuato solo ed esclusivamente su cani a pelo duro.
Le razze che richiedono questo trattamento sono:
- Airedale
- Bassotto a pelo duro
- Deutscher Jagd Terrier
- Fox terrier a pelo ruvido
- Irish Terrier
- Lakeland terrier
- Schnauzer nano
- Schnauzer medio
- Schnauzer gigante
- Scottish Terrier
- Sealyham terrier
- West Highland White Terrier
- Jack Russell Terrier a pelo duro

- Cocker Spaniel Inglese